# Ngulaan
Ngulaan is een bestuurslaag in het regentschap Rembang van de provincie Midden-Java, Indonesië. Ngulaan telt 869 inwoners (volkstelling 2010).